# 柳桥乡 (广元市)
柳桥乡，是中华人民共和国四川省广元市昭化区曾经下辖的一个乡。2019年12月，撤销柳桥乡 ，将其所属行政区域划归元坝镇管辖。

## 行政区划
柳桥乡撤销前下辖以下地区：
柳桥村、分水岭村、新胜村、东山村和普子村。